# Васильевка (Краснинский район)
Васильевка — деревня в Краснинском районе Липецкой области. Входит в состав Александровского сельсовета.

## История
Название своё получила в честь сына местного помещика Василия. Рядом находящиеся деревни — Михайловка и Николаевка — также были названы в честь его сыновей. До начала XX века была селом. В Васильевке была своя церковь и барский дом, принадлежавший когда-то родителям М. Ю. Лермонтова. После революции 1917 года всё имущество было роздано, а сам дом со временем развалился. Сейчас можно найти остатки барского сада. Ориентир — водонапорная башня. Около деревни находится старое кладбище. С середины 20-го века молодые люди уезжали из деревни в города и к 1990-м годам постоянное население составляло около 20 человек. На 2009 год в деревне насчитывалось менее 10 постоянно живущих людей.

## Интересные факты
- До революции 1917 года село являлось владением Арсеньевых.
- Во время войны 1941—1945 годов часть населения была призвана для строительства укрепительных сооружений, для предотвращения окружения Курска, а впоследствии эвакуирована до конца войны. Село не было оккупировано. Не все люди вернулись и остались жить на новых местах.
- После войны 1941—1945 жители трудились за трудодни. Заработок деньгами могли получить продавая продукцию, выращенную на своих участках. Либо продукцией ремесла (кружева).
- Местным жителям до 1970-х годов не выдавали паспорта, что затрудняло перемещение по стране или смену места жительства.
- До 1917 г. село имело свою действующую церковь и являлось своеобразным локальным центром владения Арсеньевых. Это деревни Михайловка, Дмитровка, Николаевка. После революции 1917 г. службы были прекращены, а церковь сдана под склад. В настоящее время церковь в сильном запустении.
- Из за особенностей местного ландшафта питьевая вода добывается на глубине более 100 м.
- Основной отток населения произошёл в 1970-х годах. Выросшие дети заканчивали техникумы по различным специальностям и по распределению уезжали в города. Ток перенесли в соседнюю деревню Николаевку. Те кто оставался, переселялись ближе к рабочему месту.

## Население
| 2010 |
| ---- |
| 10   |